# متلازمة تويدلر

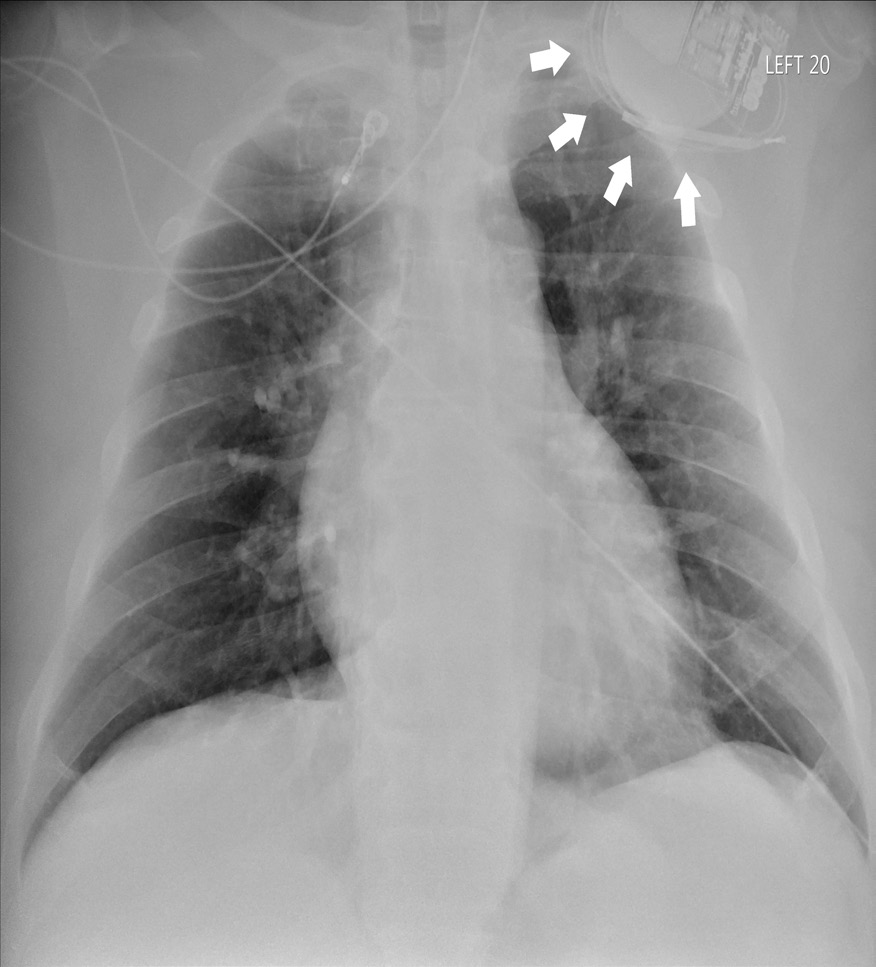

متلازمة تويدلر (بالإنجليزية: Twiddler's syndrome)‏ هي إحدى المضاعفات النادرة لجهاز تنظيم دقات القلب، تحدث عند تحريك الجهاز وإزاحته من مكانه الصحيح. يتوقف عمل الأقطاب عند تحرُّكها مما يسبب أعراضاَ غريبة، كتحفيز العصب الحجابي وبالتالي نبضات في البطن، أو تحفيز الضفيرة العظدية وإنتاج رعشات منتظمة في الذراع.
تم وصف المتلازمة لأول مرة عام 1968م. يُنصح بإعادة زرع الجهاز تحت العضلات، أو استخدام أربطة مُثبّتة، أو كيس مضاد للبكتيريا لمنع حدوث المتلازمة.